# 花锚属
花锚属（学名：Halenia）是龙胆科下的一个属，为一年生或多年生、直立草本植物。该属共有约100种，分布于北半球和南美洲。

## 物种
本属包括以下物种：
- 花锚 Halenia corniculata
- 椭圆叶花锚 Halenia elliptica